# AMC (canal TV)
AMC este un canal de televiziune prin cablu și prin satelit deținut de AMC Networks. Inițial, canalul transmitea filme împreună cu câteva emisiuni proprii sub denumirea de American Movie Classics. Canalul și-a schimbat denumirea în anul 2002 în simplu AMC datorită schimbărilor în program spre seriale originale. A fost lansat prima oară în Statele Unite pe 1 octombrie 1984. O variantă dedicată pentru România a fost lansată pe 5 noiembrie 2014, care a înlocuit canalul MGM. Pe 1 octombrie 2016, versiunea HD a canalului AMC s-a lansat în România. La 11 noiembrie 2018, AMC a intrat în grila UPC (acum Vodafone România).
Printre cele mai celebre seriale originale ale sale se numără Mad Men, Breaking Bad și The Walking Dead: Invazia zombi.

## Istorie
American Movie Classics, cum a fost cunoscut inițial AMC, a debutat la 1 octombrie 1984, ca un canal premium. Formatul original era axat pe filme clasice, în mare parte cele realizate înainte de anii 1950. Difuza în cursul după-amiezii și seara devreme într-un format fără reclame. Filmele erau în general necolorizate. AMC a fost operat inițial ca un joint-venture între Rainbow Media și furnizor de televiziune prin cablu Tele-Communications Inc. (Ioan Malone, care a deținut TCI și mamă Liberty Media, va lansa un alt Encore serviciu premium - care, de asemenea, sa concentrat inițial pe filme mai vechi, în principal, din anii 1960 până în 1980 - șapte ani mai târziu, în aprilie 1991). În timpul primii ani, nu era ceva neobișnuit pentru AMC pentru a găzdui un maraton de filme Marx Brothers, sau Aratã clasice, cum ar fi 1925 eliberarea inițială a Fantoma de la Opera. În 1987, canalul a început să se desfășoare pe nivelurile de cablu de bază ale multor furnizori de cablu.  Până în 1989, AMC a fost disponibil pentru 39 de milioane de abonați în Statele Unite 
La 1 decembrie 1990, AMC a început să funcționeze la un program de 24 de ore pe zi. Început în 1993, AMC a prezentat un Conservarea Festivalul de Film anual pentru a crește gradul de conștientizare a și finanțare pentru conservarea film. Coordonat cu Fundația de Film, un grup industrial care a fost fondat de apreciatul regizor Martin Scorsese, festivalul a fost inițial conceput ca un maraton de mai multe zile care prezintă filme rare și pierdute în prealabil, mulți aerisire pentru prima dată la televizor, impreuna cu spatelethe -scenes rapoarte cu privire la aspectele tehnice și monetare cu care se confruntă cei implicați în restaurare de arhivă. Porțiuni ale festivalului au fost de multe ori dedicat tuturor o zi maratoane concentrându-se pe un singur interpret. În timpul al cincilea an aniversare în 1998, Scorsese creditat Festivalul de creare a "nu numai o mai bună conștientizare, dar [...] mai mult de o așteptare acum pentru a vedea filme restaurate."  În 1996, curator al Muzeului de Modern Art Mary Lee Bandy numit Festivalul "cel mai important eveniment publice în sprijinul unor conservare film."